# 202 TV
202 TV ist ein privater Fernsehsender in Georgien. Er hat seinen Sitz in Tiflis und hat sich auf politische Formate spezialisiert. Er kann nur im Raum Tiflis über Antenne empfangen werden.
Der Sender strahlt täglich politische Talk-Shows und Reportagen aus. Er hat mit der georgischen TV-Produktion Reporter einen Vertrag abgeschlossen. Das von der Open Society Stiftung finanziell unterstützte Unternehmen stellt investigative Reportagen her, für die bei 202 TV ein ständiger Sendeplatz freigehalten wird. 2005 machte Reporter durch einen Bericht über die Ermittlungsergebnisse zum Tod des georgischen Premierministers Surab Schwania und zur Verhaftung des südossetischen Warlords Marek Dudajew auf sich aufmerksam.
Der Sender wurde 2003 von Schalwa Ramischwili und Wascha Kiladse gegründet. Geschäftsführer ist David Kochreidse. Vor der samtenen Revolution in Georgien 2003 stand Ramischwili Micheil Saakaschwili nahe, war als PR-Berater für ihn und seine damalige Partei, die Nationale Bewegung, tätig. 2005 übte Ramischwili immer wieder Kritik an der Saakaschwili-Regierung.
Ramischwili und Kochreidse wurden im August 2005 verhaftet. Am 29. März 2006 verurteilte das Stadtgericht von Tiflis Ramischwili zu vier Jahren und Kochreidse zu drei Jahren Freiheitsstrafe. Sie sollen den damaligen stellvertretenden Fraktionsvorsitzenden der Nationalen Bewegung - Demokraten, Koba Bekauri, erpresst haben. Sie hätten 100.000 US-Dollar dafür verlangt, dass ein für Bekauri kompromittierender TV-Bericht über seine Machenschaften um eine Zollstation nicht gesendet werde. Die Erpressung wurde durch heimlich aufgenommene Videoaufnahmen der angeblichen Geldübergabe zwischen den beiden Männern dokumentiert. Ramischwili erklärte, die Geldübergabe hätte Teil des investigativen TV-Berichts werden sollen und legte Revision gegen das Urteil ein.